# Plošča s Pioneerja
Vesoljski plovili Pioneer 10 in Pioneer 11 nosita plošči, na katerih je slikovni pozdrav nezemljanom, ki bi utegnili na sondi naleteti. Gre za neke vrste »sporočilo v steklenici,« čeprav je verjetnost, da jo bo kdo našel, zelo majhna.

## Pomen sporočila
- zgoraj levo na plošči je prikazan hiperfini prehod vodika, ki je najpogostejši kemijski element v vesolju. Ta prehod izseva foton z valovno dolžino 21 cm, ki je uporabljena kot merska enota za razdalje na plošči.
- pred obrisom plovila sta prikazana moški in ženska, moški dviga roko v pozdrav. Zraven je podana višina ženske, 168 cm.
- za človeškima likoma je narisano plovilo v pravem razmerju velikosti.
- radialni vzorec na levi prikazuje oddaljenost Sonca od 14 pulzarjev, zraven pa so označene še njihove periode. Tako bi se dalo določiti lego Zemlje in čas, ko je bila plošča poslana.
- spodnja slika prikazuje položaj Zemlje v Osončju.

## Lastnosti plošče
| Material:           | 6061 T6 pozlačen aluminij |
| Širina:             | 229 mm                    |
| Višina:             | 152 mm                    |
| Debelina:           | 1,27 mm                   |
| Globina graviranja: | 0,381 mm                  |